# João Soares Coelho
João Soares Coelho (fl. 1235—1278), foi um cavaleiro medieval do Reino de Portugal, do conselho real do rei D. Afonso III de Portugal, e trovador.

## Percurso
Filho de Soeiro Viegas Coelho e de Mor Mendes de Gandarei, nasceu na primeira ou na segunda década do século XIII. Em 1235 era "miles e vassalo" do infante Fernando de Serpa, "bom apreciador dos escarnhos que ele compunha". Em 1240, tenha acompanhado ao infante em Castela onde esteve no contacto com outros trovadores na corte do futuro rei Afonso X o Sábio.  Voltou a Portugal entre 1243-45 juntamente com o infante de Serpa, ou  1248 ou 1249 depois da morte do rei D. Sancho II e foi um dos conselheiros e privados de D. Afonso III.
Acompanhou ao rei nas guerras que este monarca travou para a conquista do Algarve, particularmente em 1249. Foi por esses serviços que o rei lhe fez a doação do senhorio da vila de Souto de Riba de Homem em 1254.
Segundo o historiador José Mattoso, João Soares Coelho foi "o possível responsável (...) da mitificaçao da figura de Dom Egas Moniz (o Aio), procurando assim, através da aura desse antepassado, encobrir 'a mácuala da sua origem' (da linhagem) bastarda".[a][b]

## Matrimónio e descendência
Casou com Maria Fernandes, de quem teve:
- Pero Anes Coelho, casou com  Margarida Esteves da Teixeira,[9] filha de Estêvão Ermiges de Teixeira e de Urraca Fernandes de Louredo;
- Fernão Anes Coelho, que foi clérigo;[10]
- Mor Anes Coelho, casada com João Pires Portocarreiro;[10]
- Maria Anes Coelho, a esposa de Martim Afonso de Resende;[10]
- Aldara Anes Coelho, esposa de Gonçalo Anes Correia;[10]
- Urraca Anes Coelho, casou com Soeiro Mendes Petite, alcaide de Santarém em 1289.[11]